# Самнер, Софи
Софи Самнер (англ. Sophie Sumner, род. 15 января 1990, Оксфорд) — британская топ-модель. Впервые предстала перед общественностью в шоу «Топ-модель по-британски», где заняла второе место. Позже стала победителем шоу «Топ-модель по-американски».

## Детство
Родилась 15 января 1990 года, в семье электрика и учителя английского языка. Самая старшая из четверых детей (Анна, Джеффри, и Иосиф). Самнер провела большую часть ранних лет в Оксфорде, в Англии. Она училась в общеобразовательной школе-интернате Хедингтон для девочек, где познакомилась и подружилась с актрисой Эммой Уотсон. На протяжении всего времени в школе Хедингтон, Самнер часто высмеивали из-за её худой фигуры и рыжих волос. Но, став активным членом школьной хоккейной команды, она резко подняла свою самооценку. После поездки на школьных каникулах в Канаду, в Онтарио, Софи начала красить волосы в светлый цвет. Самнер также планировала закончить обучение в Экзеторском университете на факультете клеточной и молекулярной биологии, но решила отложить это для совершенствования своей карьеры модели после удачного участия в шоу «Топ-модель по-британски».

## Реалити-шоу
Самнер была участницей пятого сезона шоу «Топ-модель по-британски». Она была выбрана для участия из-за необычных внешних данных. Софи прошла в финал, где уступила лишь Mесии Симсон.
После поражения на шоу «Топ-модель по-британски», Самнер пригласили на шоу в Америку, где за победу боролись девушки из двух стран: США и Великобритании. На шоу Софи показала себя как очень милая и общительная девушка, всегда поддерживающая остальных участниц. Самнер прошла в финал, вместе с Лорой Лафрейт, где снялась для рекламы косметики и записала рекламный ролик. В финале Софи стала победительницей шоу. Также, как и предыдущие победители шоу, а именно Жаслин Гонсалез, МакКи Салливан, Николь Фокс, Криста Уайт, позже ещё Джордан Миллер и Индия Гантс, Софи ни разу не оставалась в числе двоих последних.

## Карьера
Самнер появилась на обложке Italia Vogue, а также подписала контракты с модельными агентствами Storm Models, Q Models, LA Models, New York Model Management, Push Creative Management Снялась в фильме «Элитное общество». В фильме второстепенная роль Софи была замечена в одном эпизоде. Снялась также в фильме «Коктейль» (роль подруги Вероники).